# Krokbäcken (naturreservat)
Krokbäcken är ett naturreservat i Avesta kommun i Dalarnas län.
Området är naturskyddat sedan 2011 och är 75 hektar stort. Reservatet omfattar bäcken med detta namn samt naturen omkring. Träden är gran, gamla tallar och björk.